# Meerbusch (Waldgebiet)
Der Meerbusch, auch Meerer Busch oder Meererbusch genannt, ist ein Waldgebiet im Süden der gleichnamigen Stadt Meerbusch. Kleine Teile liegen auf dem Gebiet der Nachbarstadt Kaarst. Ein Teil des Meerbusches mit ökologisch besonders wertvollem Bruchwald bildet das Naturschutzgebiet „Der Meerbusch“. Der Meerbusch ist auch in ein Landschaftsschutzgebiet eingebunden.

## Geographische Lage

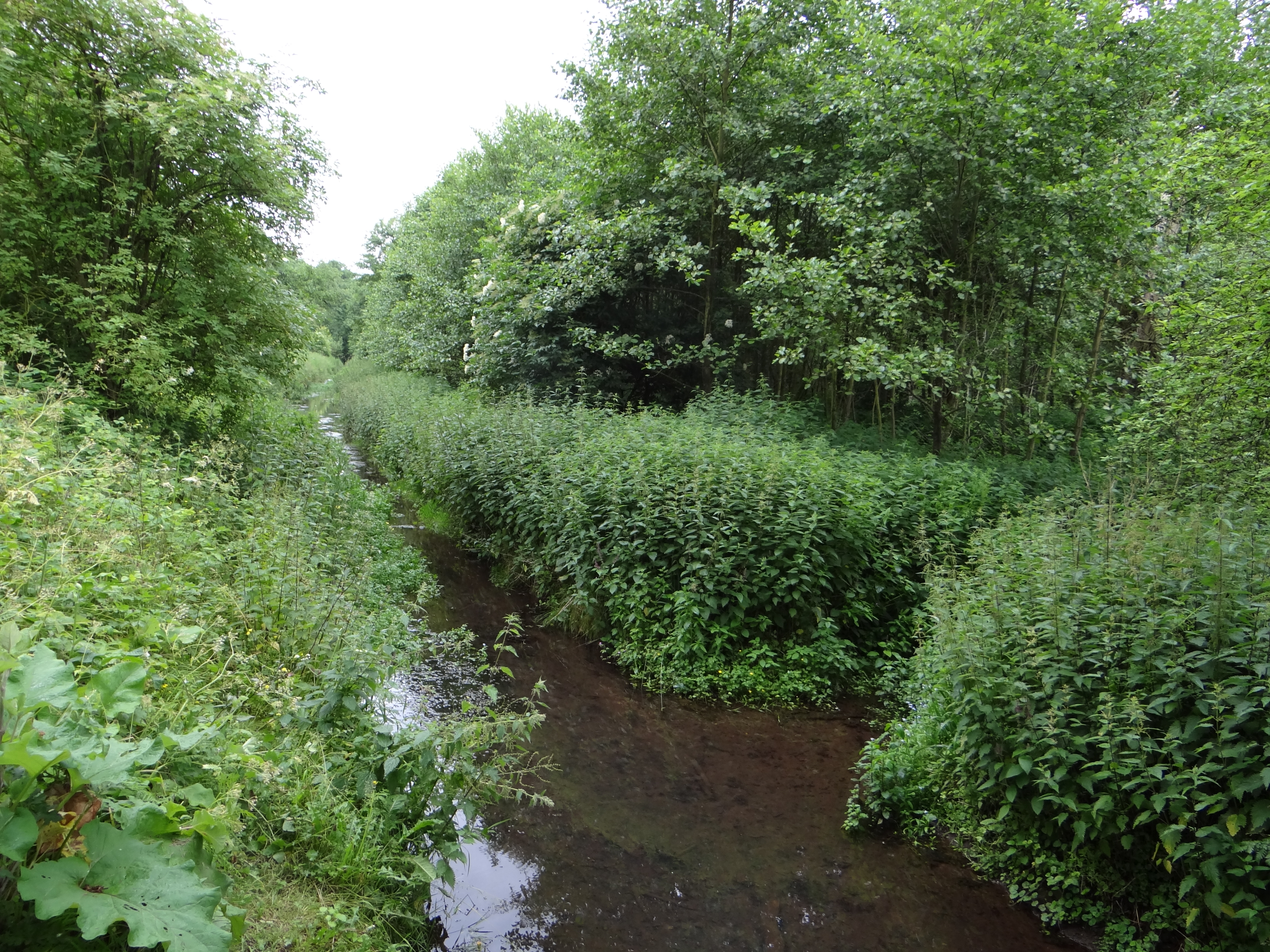
Der Meersche Mühlenbach am Nordrand des Naturschutzgebietes

Der Meerbusch liegt im Marschland auf der linken Seite des Rheines im Bereich einer verlandeten Altstromrinne, am Niederrhein Kendel genannt.
Im Osten grenzt der Meerbusch an Büderich mit dem Haus Meer, den Ortsteilen Alt-Meererbusch, Necklenbroich und Niederdonk und einem Golfplatz. Im Norden geht der Meerbusch in den zu Strümp gehörigen Strümper Busch über. Im Nordwesten liegt Osterath mit dem Ortsteil Bovert. Westlich des Meerbusches liegt der zu Kaarst gehörige Stadtteil Broicher Seite mit einigen einzelnen Gehöften. Weiterhin schließt sich hier ein Kiesabbaugebiet mit mehreren Baggerseen an, welches von der A57 durchschnitten wird.
Der westliche Bereich des Meerbusches ist ein Feuchtgebiet, welches von Süd nach Nord vom Meerscher Mühlenbach (so genannt, weil er früher im Haus Meer eine Wassermühle antrieb) durchflossen wird. Der Mühlenbach kommt aus Richtung der Lauvenburg, vereinigt sich am südlichen Rand des Meerbusches mit dem vom Haus Schackum kommenden Schackumer Bach, etwas weiter nördlich von dem aus dem nordwestlichen Waldgebiet östlich von Bovert (BK-4705-017) kommenden Grenzgraben (trocken) und verlässt den Meerbusch am nördlichen Rand in Richtung Strümper Busch.
Lageübersicht:
| Bovert (zu Osterath)                      | L26, K-Bahn, Strümper Busch (zu Strümp)     | Haus Meer, Alt-Meererbusch (zu Büderich)           |
| A57, Baggerseen Broicher Feld             | Kompassrose, die auf Nachbargemeinden zeigt | Büderich mit Haus Schackum                         |
| Broicherseite (zu Kaarst) Gut Mankartzhof | L30, Lauvenburg (zu Kaarst)                 | Necklenbroich, Niederdonk, Golfplatz (zu Büderich) |

## Name und Geschichte
Der Meerbusch (Meerer Busch) trägt seinen Namen vom östlich des Waldes gelegenen, früheren Adelssitz und Kloster Haus Meer, zu dessen Ländereien der Wald historisch gehörte. Dessen Name leitet sich wiederum vom niederrheinischen Wort Meer ab, welches ein Feuchtgebiet bezeichnet.
Nach dem Meerer Busch wurde wiederum die westlich des Waldes errichtete Siedlung Gartenstadt Meererbusch und letztlich auch die 1970 gegründete Stadt Meerbusch benannt.

## Biotop und Schutzgebiet
In den feuchten Niederungsbereiche am südlichen und westlichen Rand des Meerbusches, entlang des Verlaufes von Schackumer Bach und Mühlenbach, hat sich ein intakter Erlenbruchwald mit einigen vereinzelt liegenden Wasserflächen, Seggen- und Röhrichtbeständen gebildet. Diese Bereiche bieten Lebensraum für eine Vielzahl feuchteliebender Tiere und Pflanzen, insbesondere einige seltene Vogel- und Amphibien-Arten. Nach Osten hin schließt sich eine Übergangszone aus Weiden-, Pappel- und Eschenwald, durchsetzt mit Sträuchern und Kräutern, an. Im Biotopenkataster unterteilt sich das Waldgebiet in
- dem NSG Meerbusch (Objektkennung BK-4705-902, Feuchtwald entlang des Mühlenbachs),
- dem LSG Meerbusch (BK-4705-018, das Kerngebiet, unter forstlicher Nutzung) und
- dem NSG Schackumer Bachtal (BK-4705-904, Nass- und Feuchtwiesen entlang des ehemaligen Verlaufs des Schackumer Baches).

Auch einige offene, extensiv genutzte Weide- und Ackerflächen gehören zum Naturschutzgebiet. Die östlichen, nicht unter Schutz stehenden Bereiche des Meerbusches bestehen überwiegend aus Buchen und Stieleichen.
Seit 1990 ist der Meerbusch wegen seiner Lage in der erdgeschichtlich bedeutsamen Altrheinrinne in das etwa 600 ha große Landschaftsschutzgebiet Strümper Busch, Meerbusch, Stinkesbachaue eingebunden.